# Agneta Blidberg
Agneta Blidberg, född 29 augusti 1944 i Malmö, är en svensk åklagare.
Efter studentexamen 1964 bedrev Blidberg studier i konstvetenskap, men övergick sedan till att studera juridik. Hon avlade juris kandidatexamen 1975 och blev åklagare 1978. Hon var sakkunnig på justitiedepartementet 1984–1989 och arbetade därefter som kammaråklagare, chefsåklagare, biträdande respektive tillförordnad överåklagare och slutligen som överåklagare fram till sin pensionering 2009.
Hon blev förundersökningsledare i Palmeutredningen år 2000. Hon hade denna roll fram till sin pensionering 2009 med ett längre avbrott då hon i september 2003 i ett tidigt skede engagerades i utredningen av mordet på Anna Lindh.
Blidberg medverkade 1992 i TV-serien Kvällspressen där hon spelade åklagare mot Carl Hamiltons hustru.